# Favartia
Favartia là một chi ốc biển, là động vật thân mềm chân bụng sống ở biển thuộc họ Muricidae, họ ốc gai.

## Các loài
Các loài thuộc chi Favartia bao gồm:
Chi phụ Favartia (Favartia) Jousseaume, 1880
- Favartia alveata (Kiener, 1842)[3]
- Favartia balteata (Beck in Sowerby, 1841)[4]
- Favartia barbarae Vokes, 1994[5]
- Favartia brazieri (Angas, 1878)[6]
- Favartia brevicula (Sowerby, 1834)[7]
- Favartia burnayi Houart, 1981[8]
- Favartia cecalupoi Bozzetti, 1993[9]
- Favartia cellulosa (Conrad, 1846)[10]
- Favartia cirrosa (Hinds, 1844)[11]
- Favartia cocosensis D'Attilio & Myers, 1990[12]
- Favartia coltrorum Houart, 2005[13]
- Favartia confusa (Brazier, 1877)[14]
- Favartia conleyi Houart, 1999[15]
- Favartia crouchi (Sowerby, 1894)[16]
- Favartia cyclostoma (Sowerby, 1841)[17]
- Favartia deynzeri Houart, 1998[18]
- Favartia eastorum Houart, 1998[19]
- Favartia emersoni Radwin & d'Attilio, 1976[20]
- Favartia erosa (Broderip, 1833)[21]
- Favartia exigua (Broderip, 1833)[22]
- Favartia flexirostris (Melvill, 1898)[23]
- Favartia garrettii (Pease, 1868)[24]
- Favartia glypta (M. Smith, 1938)[25]
- Favartia guamensis Emerson & D'Attilio, 1979[26]
- Favartia incisa (Broderip, 1833)[27]
- Favartia iredalei Ponder, 1972[28]
- Favartia jeanae Bartsch & D'Attilio, 1980[29]
- Favartia judithae D'Attilio & Bartch, 1980[30]
- Favartia kalafuti (Petuch, 1987)[31]
- Favartia lappa (Broderip, 1833)[32]
- Favartia leonae D'Attilio & Myers, 1985[33]
- Favartia levicula (Dall, 1889)[34]
- Favartia lindae Petuch, 1987[35]
- Favartia mactanensis (Emerson & D'Attilio, 1979)[36]
- Favartia maculata (Reeve, 1845)[37]
- Favartia martini (Shikama, 1977)[38]
- Favartia massemeni Merle & Garrigues, 2008[39]
- Favartia minatauros Radwin & D'Attilio, 1976[40]
- Favartia minirosea (Abbott, 1954)[41]
- Favartia morisakii Kuroda & Habe in Habe, 1961[42]
- Favartia natalensis (E. A. Smith, 1906)[43]
- Favartia nivea Houart & Tröndlé, 2008[44]
- Favartia nucea (Mörch, 1850)[45]
- Favartia pacei Petuch, 1988[46]
- Favartia parthi Houart, 1993[47]
- Favartia paulmieri Houart, 2002[48]
- Favartia paulskoglundi Hertz & Myers, 1998[49]
- Favartia peasei (Tryon, 1880)[50]
- Favartia pelepili D'Attilio & Bertsch, 1980[51]
- Favartia peregrina (Olivera, 1980)[52]
- Favartia perita (Hinds, 1844)[53]
- Favartia phantom (Woolacott, 1957)[54]
- Favartia ponderi Myers & D'Attilio, 1989[55]
- Favartia purdyae Vokes & D'Attilio, 1980[56]
- Favartia rosamiae D'Attilio & Myers, 1985[57]
- Favartia rosea Habe, 1961[58]
- Favartia salvati Houart & Tröndlé, 2008[59]
- Favartia striasquamosa Ponder, 1972[60]
- Favartia sykesi (Preston, 1904)[61]
- Favartia tetragona (Broderip, 1833)[62]
- Favartia varimutabilis Houart, 1991[63]
- Favartia vittata (Broderip, 1833)[64]
- Favartia voorwindei Ponder, 1972[65]

Chi phụ Favartia (Murexiella) Clench & Perez Farfante, 1945
- Favartia andamanensis (Houart & Surya Rao, 1996)[66]
- Favartia bojadorensis (Locard, 1897)[67]
- Favartia diomedaea (Dall, 1908)[68]
- Favartia edwardpauli (Petuch, 1990)[69]
- Favartia hidalgoi (Crosse, 1869)[70]
- Favartia hilli (Petuch, 1987)[71]
- Favartia humilis (Broderip, 1833)[72]
- Favartia keenae (Vokes, 1970)[73]
- Favartia laurae (Vokes, 1970)[74]
- Favartia macgintyi (M. Smith, 1938)[75]
- Favartia norrisii (Reeve, 1845)[76]
- Favartia radwini (Emerson & D'Attilio, 1970)[77]
- Favartia shaskyi D'Attilio & Myers, 1988[78]
- Favartia taylorae Petuch, 1987[79]

Chi phụ Favartia (Pygmaepterys) E.H. Vokes, 1978
- Favartia adenensis (Houart & Wranik, 1989)[80]
- Favartia alfredensis (Bartsch, 1915)[81]
- Favartia aliceae (Petuch, 1987)[82]
- Favartia avatea Houart & Tröndlé, 2008[83]
- Favartia bellini (D'Attilio & Myers, 1985)[84]
- Favartia cracentis (Houart, 1996)[85]
- Favartia dondani (Kosuge, 1984)[86]
- Favartia funafutiensis (Hedley, 1899)[87]
- Favartia germainae (Vokes & D'Attilio, 1980)[88]
- Favartia isabelae Houart & Rosado, 2008[89]
- Favartia juanitae (Gibson-Smith & Gibson-Smith, 1983)[90]
- Favartia kurodai Nakamigawa & Habe, 1964[91]
- Favartia lourdesae (Gibson-Smith & Gibson-Smith, 1983)[92]
- Favartia maraisi (Vokes, 1978)[93]
- Favartia menoui (Houart, 1990)[94]
- Favartia oxossi (Petuch, 1979)[95]
- Favartia paulboschi Smythe & Houart, 1984[96]
- Favartia philcloveri (Houart, 1984)[97]
- Favartia poormani Radwin & D'Attilio, 1976[98]
- Favartia rauli (Espinosa, 1990)[99]
- Favartia richardbinghami (Petuch, 1987)[100]
- Favartia yemenensis (Houart & Wranik, 1989)[101]

## Hình ảnh

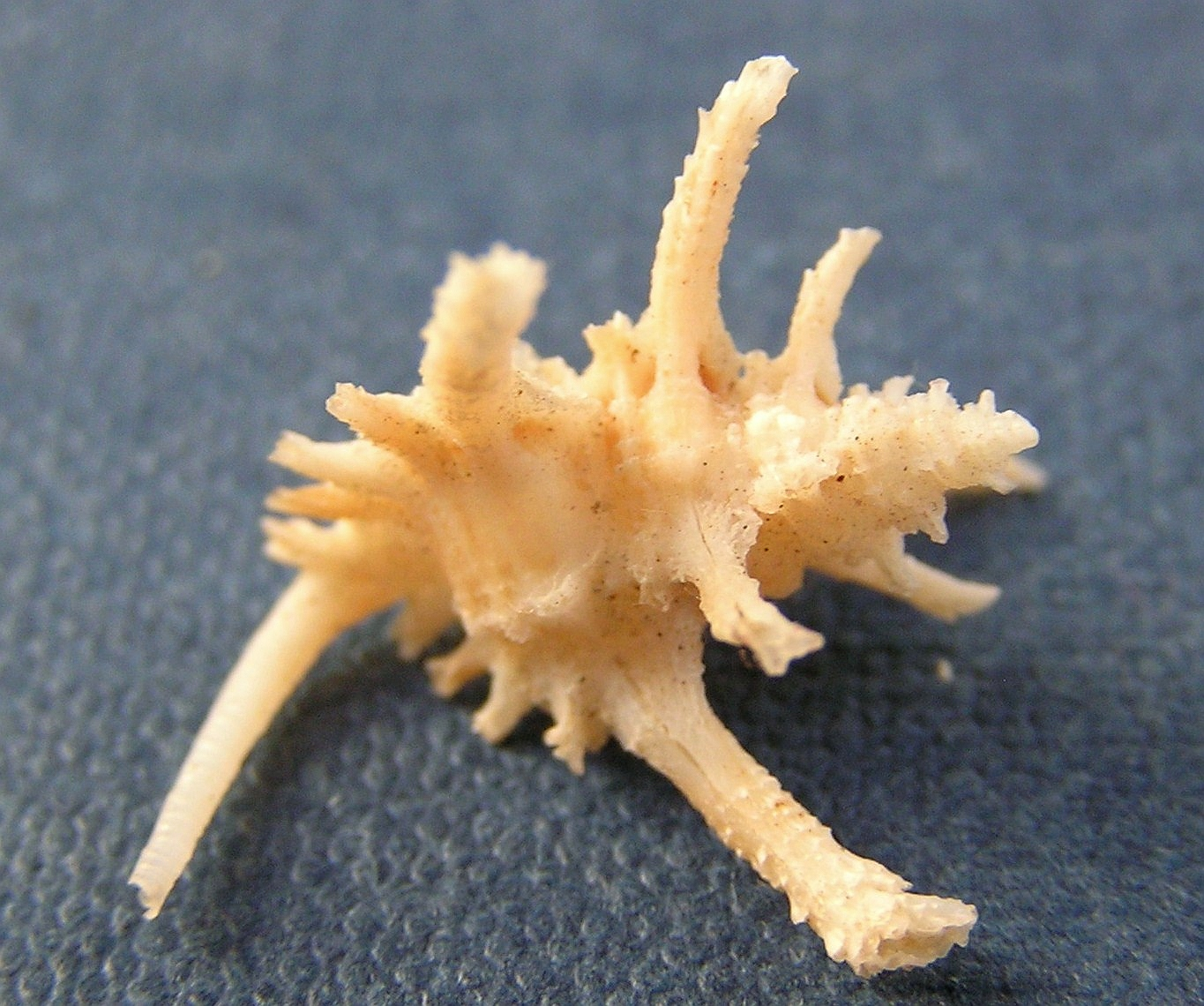
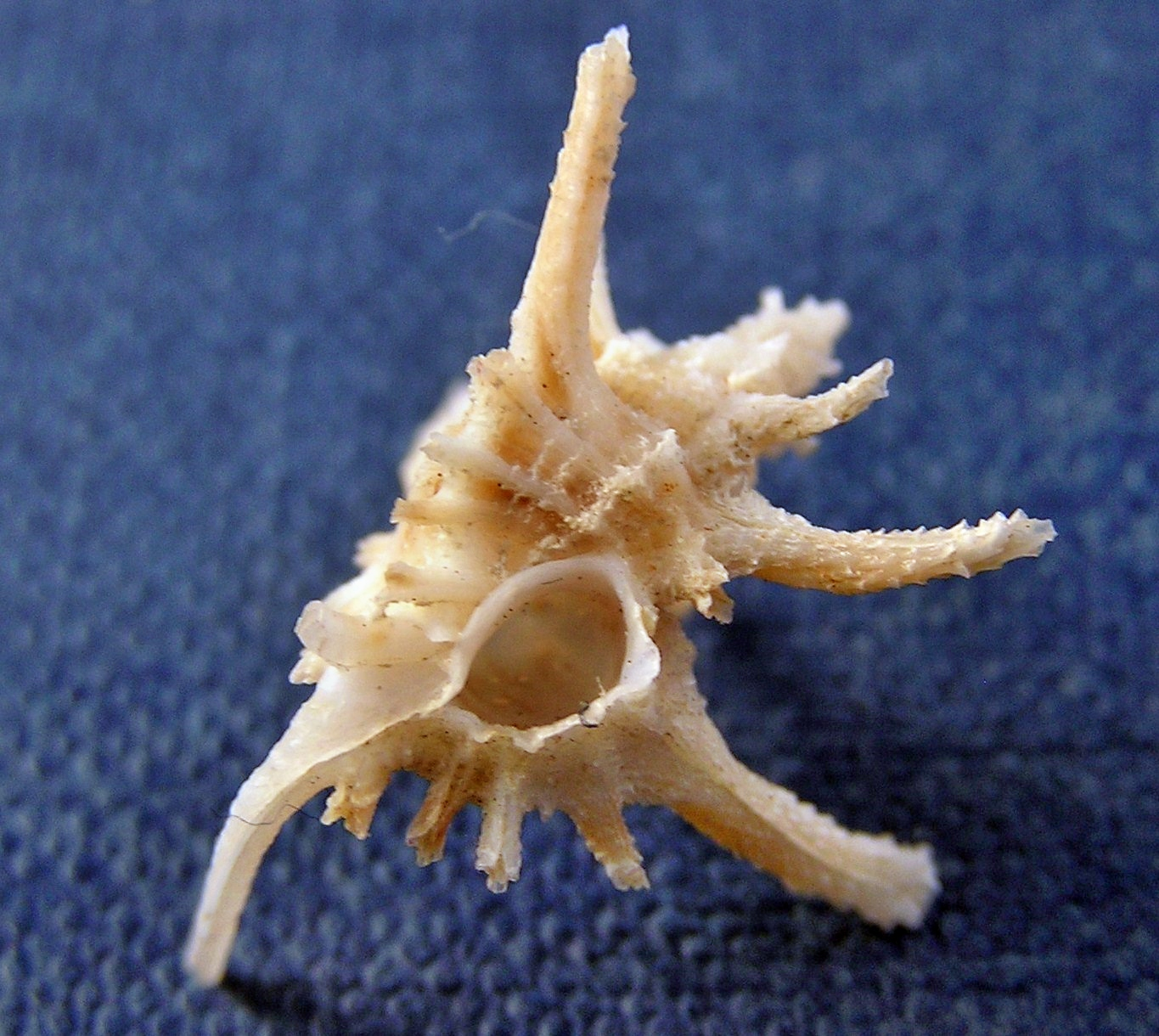